# Euphorbia polygalifolia
Euphorbia polygalifolia är en törelväxtart som beskrevs av Pierre Edmond Boissier och Georges François Reuter. Euphorbia polygalifolia ingår i släktet törlar, och familjen törelväxter.

## Underarter
Arten delas in i följande underarter:
- E. p. hirta
- E. p. polygalifolia
- E. p. vasconcensis